# トバ・カタストロフ理論

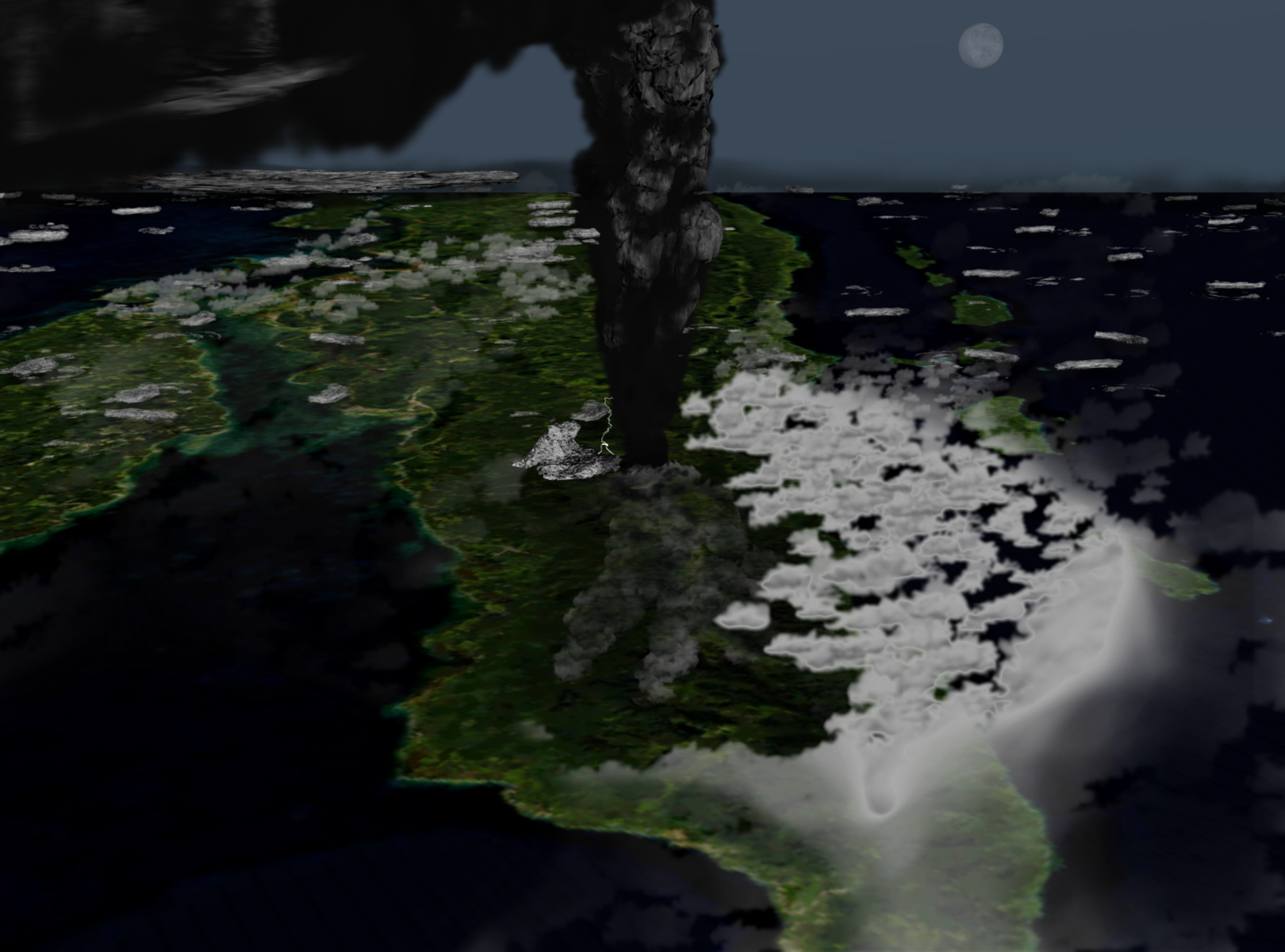
上空から見たトバ火山噴火時の想像図

トバ・カタストロフ理論（トバ・カタストロフりろん、Toba catastrophe theory）は、約7万年から7万5千年前に、インドネシアのスマトラ島にあるトバ火山が大噴火を起こして気候の寒冷化を引き起こし、その後の人類の進化に大きな影響を与えたという学説である。地質学・古人類学の分野では、火山の噴火とその後の気候変動を指してトバ事変 (Toba event) と呼ぶ。人類の進化におけるボトルネック効果の例を示す学説として言及されることが多い。この学説は1998年にイリノイ大学教授のスタンリー=H．アンブロース（Stanley H. Ambrose）によって唱えられた。

## 学説の概要

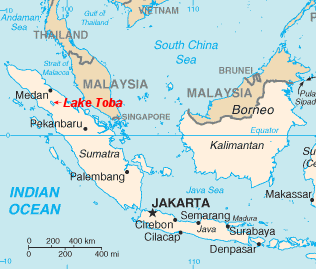
トバ火山の位置。

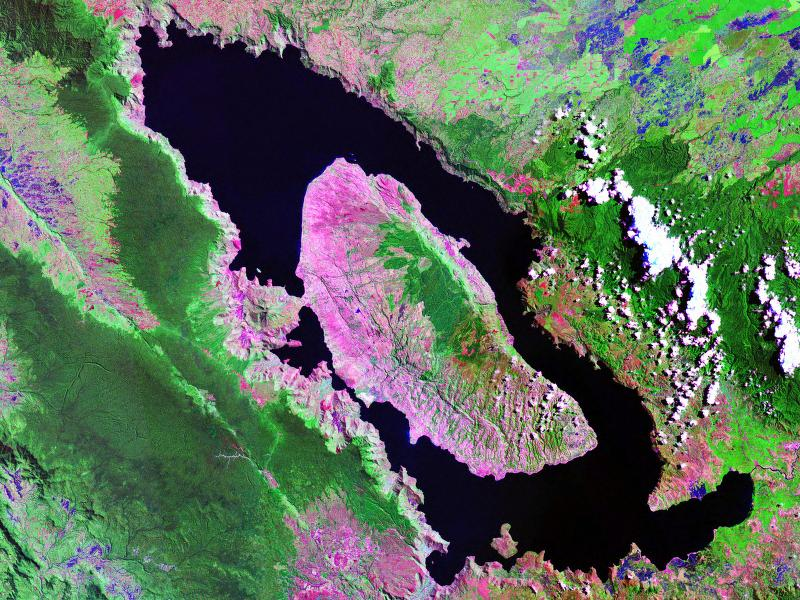
ランドサットの画像。湖中央の島はトバ・カルデラの中央火口丘である。

今から7万-7万5000年前、トバ火山が火山爆発指数最大のカテゴリー8の大規模な超巨大噴火（いわゆる破局噴火）を起こした。この噴火で放出されたエネルギーはTNT火薬1テラトン分、1980年のセント・ヘレンズ山噴火のおよそ3000倍の規模にも相当し、噴出物の容量は2,000 km3を超えたとされ、この噴火の規模はヒト発祥以来最大であったともされる（8万年前の阿蘇山火砕流堆積物の体積は600km3）。
トバ・カタストロフ理論によれば、大気中に巻き上げられた大量の火山灰が日光を遮断し、地球の気温は平均5℃も低下し、劇的な寒冷化はおよそ6000年間続いたとされる。その後も気候は断続的に寒冷化するようになり、地球はヴュルム氷期へと突入する。この時期まで生存していたホモ属の傍系の種（ホモ・エルガステル、ホモ・エレクトゥスなど）は回復不可能なレベルにまで減少・分断されて絶滅し、現世人類もトバ事変の気候変動によって総人口が1万人以下にまで激減し、生物学的にほぼ絶滅寸前近くまで追い込まれた、とされる。

## この仮説の証拠
いくつかの地質学的証拠から、トバ・カタストロフ理論は支持されている。
トバ火山噴火による火山灰は、東南アジア・南アジアを中心に厚く降り積もった。ベンガル湾を越えたインド・パキスタンでは、トバ火山由来のものとされる約7万年前の火山灰が2mもの層厚で堆積している。グリーンランドの氷床コアの酸素同位体比からはこの時期の急激な気候の寒冷化が推定されている。これは北半球で気候の寒冷化が生じた証拠とされている。
一方、南極の氷床コアにはこの気候変動は記録されていない。

## 人類の進化におけるトバ事変
かろうじて生き残った現世人類も人口減少によってボトルネック効果が生じ、その遺伝的多様性はほぼ失われた。現在、人類の総人口は76億人にも達するが、遺伝学的に見て、現世人類の個体数に比して遺伝的特徴が均質であるのは、トバ事変のボトルネック効果による影響であるという。遺伝子の解析によれば、現世人類は極めて少ない人口（1000組-1万組ほどの夫婦）から進化したことが想定されている。遺伝子変化の平均速度から推定された人口の極小時期はトバ事変の時期と一致する。
この学説は6万年前に生きていた“Y染色体アダム”や14万年前に生きていた“ミトコンドリア・イヴ”を想定した学説とは矛盾しない。また、現世人類の各系統が200万年〜6万年の時期に分岐したことを示している現世人類の遺伝子の解析結果もトバ・カタストロフ理論とは矛盾しない。なぜならば、トバ・カタストロフ理論は総人口が数組の夫婦まで減少したという学説ではなく、そこまで凄まじいボトル・ネック現象を想定している訳ではないからである。現世人類の遺伝的多様性はトバ事変によって、現世人類の人口が一度減少したことを示唆する。
トバ・カタストロフ理論は定説となり、トバ事変の後まで生き残ったホモ属はネアンデルタール人とヒトのみであるとされていたが、ネアンデルタール人と姉妹関係にあたる系統であるデニソワ人がトバ事変後に生存していたことが、ロシア・アルタイ地方から出土した人骨により近年新たに確認されている。またインド・マディヤ・プラデーシュ州にあるダバの遺跡では、トバ事変前後で同じタイプの石器が使われていることも確認されており、異論が唱えられている。

## 衣服の起源
また、衣服の起源をトバ事変に関連づける向きもある。
ヒトに寄生するヒトジラミは2つの亜種、主に毛髪に寄宿するアタマジラミ (Pediculus humanus capitis) と主に衣服に寄宿するコロモジラミ (Pediculus humanus corporis) に分けられる。近年の遺伝子の研究からこの2亜種が分化したのはおよそ7万年前であることが分かっている。
つまり、およそ7万年前にヒトが衣服を着るようになり、新しい寄宿環境に応じてコロモジラミが分化したと解釈される。そこで研究者らは、時期的に一致することからトバ火山の噴火とその後の寒冷化した気候を生き抜くために、ヒトが衣服を着るようになったのではないかと推定している。

## その後の人類の移動
近年のヘリコバクター・ピロリ菌の遺伝子解析によれば、その遺伝子の多様性は東部アフリカにおいて減少するという。遺伝子距離を用いた解析によると、ヘリコバクター・ピロリ菌は5万8000年前に東アフリカから世界各地へ広がったものと解釈された。この結果は、ヘリコバクター・ピロリ菌はその時期から現世人類の体内に寄生しており、また現世人類がアフリカから世界各地へ拡散していったのは少なくとも5万8000年前以降であることと示している。
また、Ambrose (1998) は、トバ火山噴火後にふたたび人類はアフリカから広がったと主張している。現世人類は始めにアラビア半島やインド、インド洋づたいにインドネシアやオーストラリアへと移住していった。その後、ヴュルム氷期の終わり頃（1万1000〜1万年前）までに北南米大陸へと広がったとされる。